# Conde de Caria
Conde de Caria é um título nobiliárquico criado por D. Luís I de Portugal, por Decreto de 14 de Agosto e Carta de 9 de Outubro de 1879, em favor de José Homem Machado de Figueiredo Leitão, antes 1.º Barão de Caria e 1.º Visconde de Caria.

## Titulares
- José Homem Machado de Figueiredo Leitão, 1.º Barão, 1.º Visconde e 1.º Conde de Caria;
- Bernardo Homem Machado de Figueiredo de Abreu Castelo Branco, 2.º Conde de Caria.

Após a Implantação da República Portuguesa, e com o fim do sistema nobiliárquico, usaram o título: 
- Maria Emília Viana Homem Machado, 3.ª Condessa de Caria;
- Bernardo Viana Machado Mendes de Almeida, 4.º Conde de Caria;
- Bernardo de Lancastre Mendes de Almeida, 5.° Conde de Caria;
- Patrícia Ana Baldinger Mendes de Almeida, 6.ª Condessa de Caria.[2]